# Cône tangent
En analyse convexe, le cône tangent au sens de Bouligand, ou cône contingent, est une certaine approximation au premier ordre d'un ensemble en un point, comme l'application dérivée d'une fonction est son approximation au premier ordre en un point. Cette notion est par exemple utilisée pour établir les conditions d'optimalité du premier ordre des problèmes d'optimisation de dimension finie.

## Notations
Dans tout cet article, {\displaystyle E} désigne un espace vectoriel réel — topologique si nécessaire (si {\displaystyle E} est de dimension finie, on le suppose muni de sa topologie usuelle) — {\displaystyle X} une partie non vide de {\displaystyle E} et {\displaystyle x} un point de {\displaystyle E}. On note :
- {\displaystyle \Lambda X:=\{\lambda x\mid \lambda \in \Lambda ,x\in X\}}, pour tout {\displaystyle \Lambda \subset \mathbb {R} } (lorsque {\displaystyle X=\{x\}}, on utilise la notation simplifiée {\displaystyle \Lambda x:=\Lambda \{x\}}). {\displaystyle X} est donc un cône si {\displaystyle \mathbb {R} _{+}^{*}X\subset X}.
- {\displaystyle {\overline {X}}} l'adhérence de {\displaystyle X} ;
- {\displaystyle \operatorname {aff} X} son enveloppe affine, {\displaystyle \operatorname {ir} X} son intérieur relatif et {\displaystyle \partial _{\rm {rel}}X={\overline {X}}\setminus \operatorname {ir} X} sa frontière relative ;
- si {\displaystyle X} est un sous-espace affine : {\displaystyle {\overrightarrow {X}}} sa direction.

On note en outre :
- {\displaystyle \operatorname {Im} f} l'image d'une application {\displaystyle f} ;
- {\displaystyle \operatorname {Ker} f} le noyau d'une application linéaire {\displaystyle f} ;

## Cône des directions admissibles
Le cône des directions admissibles, ou cône radial de {\displaystyle X} en {\displaystyle x}, noté {\displaystyle \operatorname {R} _{X}(x)}, est défini par
{\displaystyle \operatorname {R} _{X}(x):=\{d\in E\mid x+td\in X} pour tout réel {\displaystyle t>0} petit{\displaystyle \}.}
Ce cône est donc vide si {\displaystyle x\notin \operatorname {aff} X}, et égal à {\displaystyle {\overrightarrow {\operatorname {aff} X}}} tout entier dès que {\displaystyle X-x} est une partie absorbante de ce sous-espace.

## Cône tangent
Comme pour le calcul de la dérivée d'une fonction, la définition des directions tangentes qui sont les éléments du cône tangent requiert un passage à la limite. Il n'est pas satisfaisant en effet de prendre le cône des directions admissibles comme cône tangent à {\displaystyle X} en {\displaystyle x}. Par exemple, le cône des directions admissibles à un cercle de {\displaystyle \mathbb {R} ^{2}} est vide en tout point, si bien que l'on ne retrouve pas, avec cette notion, celle des directions tangentes connue, aussi il en faut une nouvelle :
Direction tangente et cône tangent, au sens de Bouligand — Le cône tangent, ou ensemble des directions tangentes (au sens de Bouligand) à {\displaystyle X\subset E} en {\displaystyle x\in E}, noté {\displaystyle \operatorname {T} _{X}(x)} (ou parfois {\displaystyle \operatorname {T} (X,x)}), est défini par :
Il résulte de cette définition que {\displaystyle \operatorname {T} _{X}(x)} :
- est un cône fermé inclus dans l'adhérence de {\displaystyle {\overrightarrow {\operatorname {aff} X}}} ;
- est égal à cette adhérence dès que {\displaystyle x\in \operatorname {ir} X} (puisque {\displaystyle \operatorname {R} _{X}(x)\subset \operatorname {T} _{X}(x)}) ;
- est vide si {\displaystyle x\notin {\overline {X}}} (donc n'a d'intérêt que si {\displaystyle x\in \partial _{\rm {rel}}X}) ;
- est inchangé lorsqu'on remplace {\displaystyle X} par {\displaystyle {\overline {X}}} ;
- commute aux réunions finies, c'est-à-dire : {\displaystyle \operatorname {T} _{X\cup Y}(x)=\operatorname {T} _{X}(x)\cup \operatorname {T} _{Y}(x)} (pour toute partie {\displaystyle Y} de {\displaystyle E}) ;
- est donc une fonction croissante de {\displaystyle X}, c'est-à-dire : {\displaystyle X\subset Y\Rightarrow \operatorname {T} _{X}(x)\subset \operatorname {Y} _{Y}(x)}, ce qui s'écrit aussi, par exemple : {\displaystyle \operatorname {T} _{\cap _{i\in I}X_{i}}(x)\subset \cap _{i\in I}\operatorname {T} _{X_{i}}(x)} (pour toute famille non vide[5] {\displaystyle (X_{i})_{i\in I}} de parties de {\displaystyle E}).

Lorsque {\displaystyle E} est à bases dénombrables de voisinages, par exemple lorsque c'est un espace vectoriel normé, l'adhérence d'une partie de {\displaystyle E} se réduit à sa fermeture séquentielle, et la définition du cône tangent se traduit alors par :

{\displaystyle d\in \operatorname {T} _{X}(x)} s'il existe des suites {\displaystyle \{t_{k}\}\subset \mathbb {R} } et {\displaystyle \{x_{k}\}} telles que

{\displaystyle \{x_{k}\}\subset X,\qquad t_{k}\to 0^{+}\qquad {\mbox{et}}\qquad {\frac {x_{k}-x}{t_{k}}}\to d}
 ou encore, s'il existe des suites {\displaystyle \{t_{k}\}\subset \mathbb {R} } et {\displaystyle \{d_{k}\}\subset E} telles que

{\displaystyle x+t_{k}d_{k}\in X,\qquad t_{k}\to 0^{+}\qquad {\mbox{et}}\qquad d_{k}\to d.}

Autrement dit, {\displaystyle d\in \operatorname {T} _{X}(x)} s'il existe une suite de vecteurs {\displaystyle d_{k}\in E} convergeant vers {\displaystyle d}, telle que {\displaystyle x+\mathbb {R} _{+}^{*}d_{k}} rencontre {\displaystyle X} en des points de plus en plus proches de {\displaystyle x} lorsque {\displaystyle k\to \infty }.

## Cône normal
Pour définir le cône normal, on a besoin d'un produit scalaire sur {\displaystyle E}. On suppose donc que {\displaystyle E} est un espace préhilbertien et l'on note {\displaystyle \langle \cdot ,\cdot \rangle } son produit scalaire.
Vecteur normal, cône normal — Le cône normal, ou ensemble des vecteurs normaux à {\displaystyle X} en {\displaystyle x\in {\overline {X}}}, noté {\displaystyle \operatorname {N} _{X}(x)}, est le cône dual négatif du cône tangent : {\displaystyle \operatorname {N} _{X}(x):=-{\operatorname {T} _{X}(x)}^{*}} :
Par conséquent, {\displaystyle \operatorname {N} _{X}(x)} est un cône convexe fermé.
Exemple
Soit {\displaystyle X} le cône (non convexe) {\displaystyle (\mathbb {R} _{+}\times \{0\})\cup (\{0\}\times \mathbb {R} _{+})}. Alors, {\displaystyle \operatorname {T} _{X}(0)=X} donc {\displaystyle \operatorname {N} _{X}(0)=\mathbb {R} _{-}\times \mathbb {R} _{-}}.

## Cas d'un convexe
Dans le cas où l'ensemble est convexe, le calcul du cône tangent et du cône normal se simplifient.
Cônes tangent et normal à un convexe — Dans un espace vectoriel topologique {\displaystyle E}, soit {\displaystyle x} un point de l'adhérence d'un convexe {\displaystyle C}. Alors :
- {\displaystyle \operatorname {T} _{C}(x)={\overline {\mathbb {R} _{+}(C-x)}}} ;
- {\displaystyle \operatorname {N} _{C}(x)=-(C-x)^{*}} et {\displaystyle \operatorname {T} _{C}(x)=-\operatorname {N} _{C}(x)^{*}}, en supposant que {\displaystyle E} est préhilbertien.

Transport affine des cônes tangent et normal à un convexe : image directe — Soient {\displaystyle E} et {\displaystyle F} deux espaces vectoriels topologiques, {\displaystyle a:E\to F:x\mapsto Ax+b} une application affine continue ({\displaystyle A:E\to F} est linéaire continue et {\displaystyle b\in F}), et {\displaystyle x} un point de l'adhérence d'un convexe {\displaystyle C\subset E}.
1. {\displaystyle \operatorname {T} _{a(C)}{(a(x))}={\overline {A[\operatorname {T} _{C}{(x)}]}}} ;
2. {\displaystyle \operatorname {N} _{a(C)}{(a(x))}=(A^{*})^{-1}[\operatorname {N} _{C}(x)]}, en supposant que {\displaystyle E} est hilbertien et {\displaystyle F} préhilbertien, et en notant {\displaystyle A^{*}} l'adjoint de {\displaystyle A}.

### Cas d'un convexe en dimension finie
En dimension finie, grâce à l'existence d'hyperplans d'appui, on déduit de l'expression ci-dessus de {\displaystyle \operatorname {N} _{C}(x)} :
Vecteur non nul normal à un convexe — Dans un espace euclidien, soit {\displaystyle x} un point de la frontière relative d'un convexe {\displaystyle C}. Alors, {\displaystyle \operatorname {N} _{C}(x)\cap {\overrightarrow {\operatorname {aff} (C)}}} contient un vecteur non nul.
- Si vous ne connaissez pas le sujet, laissez ce bandeau (vous pouvez alors contacter les auteurs).
- Si vous supprimez le contenu mis en cause (vous pouvez préalablement contacter les auteurs),

argumentez précisément cette suppression dans la page de discussion
(un manque de référence n'est pas un argument ; une recherche réelle de référence doit avoir été effectuée, être formellement documentée).
Le transport affine par image réciproque est moins classique que celui (ci-dessus) par image directe, et nécessite plus de précautions :
Transport affine des cônes tangent et normal à un convexe : image réciproque[réf. nécessaire] — Soient {\displaystyle E} et {\displaystyle F} deux espaces euclidiens, {\displaystyle a:E\to F:x\mapsto Ax+b} une application affine, {\displaystyle A^{*}} l'adjoint de {\displaystyle A}, {\displaystyle D\subset F} un convexe, et {\displaystyle x\in {\overline {a^{-1}(D)}}}.
1. {\displaystyle \operatorname {N} _{a^{-1}(D)}{(x)}=A^{*}[\operatorname {N} _{D\cap \operatorname {Im} a}(a(x))]}. En particulier, l'ensemble {\displaystyle A^{*}[\operatorname {N} _{D\cap \operatorname {Im} a}(a(x))]} est fermé ;
2. {\displaystyle \operatorname {T} _{a^{-1}(D)}{(x)}=A^{-1}[\operatorname {T} _{D\cap \operatorname {Im} a}(a(x))]}.

## Exemples

### Polyèdre convexe
Soit {\displaystyle P} un polyèdre convexe de {\displaystyle \mathbb {R} ^{n}}, que l'on suppose donné comme une intersection d'un nombre fini de demi-espaces :
{\displaystyle P:=\{x\in \mathbb {R} ^{n}\mid Ax\leqslant b\}},
où {\displaystyle A} est une matrice de type {\displaystyle m\times n}, {\displaystyle b\in \mathbb {R} ^{m}} et l'inégalité est entendue composante par composante : {\displaystyle (Ax)_{i}\leqslant b_{i}} pour tout {\displaystyle i\in \{1,\ldots ,m\}}. On note pour un point {\displaystyle x\in P} :
{\displaystyle I(x):=\{i\in \mathbb {N} \mid 1\leqslant i\leqslant m,~(Ax-b)_{i}=0\}}.
Alors les cônes tangent et normal en {\displaystyle x\in P} s'écrivent
où {\displaystyle A_{i}^{\!\top \!}\in \mathbb {R} ^{n}} est le vecteur formé par la ligne {\displaystyle i} de {\displaystyle A} et « {\displaystyle \operatorname {cone} } » désigne l'opérateur qui prend l'enveloppe conique d'un ensemble (le plus petit cône convexe pointé contenant l'ensemble). Pour l'écriture du cône normal, on a supposé que {\displaystyle \mathbb {R} ^{n}} était muni du produit scalaire euclidien.

### Cône convexe fermé
Soient {\displaystyle C} un cône convexe fermé d'un espace euclidien et {\displaystyle x\in C}. Alors, 
en particulier, {\displaystyle \operatorname {N} _{C}(0)=-C^{*}} et {\displaystyle \operatorname {T} _{C}(0)=C}.
Remarquons que {\displaystyle C+\mathbb {R} x} n'est pas toujours fermé (donc l'image d'un cône convexe fermé {\displaystyle C\times D} par l'application linéaire {\displaystyle +} n'est pas toujours fermée). Par exemple, dans l'espace {\displaystyle \mathbb {S} ^{n}} des matrices symétriques réelles d'ordre {\displaystyle n}, muni du produit scalaire usuel ({\displaystyle \langle A,B\rangle :=\operatorname {tr} (AB)} où {\displaystyle \operatorname {tr} } désigne la trace), soit {\displaystyle \mathbb {S} _{+}^{n}} le cône (autodual) de celles qui sont positives. Les cônes normal et tangent à {\displaystyle \mathbb {S} _{+}^{n}} en {\displaystyle A\in \mathbb {S} _{+}^{n}} s'écrivent
Ainsi pour {\displaystyle A={\begin{pmatrix}1&0\\0&0\end{pmatrix}}}, {\displaystyle \mathbb {S} _{+}^{2}+\mathbb {R} A=\left\{\left.{\begin{pmatrix}a&b\\b&c\end{pmatrix}}\in \mathbb {S} ^{2}~\right|~(b=c=0)\quad {\text{ou}}\quad c>0\right\}} et {\displaystyle \operatorname {T} _{\mathbb {S} _{+}^{2}}{(A)}=\left\{\left.{\begin{pmatrix}a&b\\b&c\end{pmatrix}}\in \mathbb {S} ^{2}~\right|~c\geq 0\right\}}.

## Qualification de contraintes
Un ensemble peut être représenté au moyen de fonctions. Par exemple, on peut utiliser des contraintes d'égalité et d'inégalité comme ci-dessous
{\displaystyle X=\{x\in E\mid c_{E}(x)=0,c_{I}(x)\leqslant 0\},}
où les contraintes d'égalité sont définies au moyen de la fonction {\displaystyle c_{E}:E\to \mathbb {R} ^{m_{E}}} et les contraintes d'inégalité sont définies au moyen de la fonction {\displaystyle c_{I}:E\to \mathbb {R} ^{m_{I}}}. L'inégalité vectorielle {\displaystyle c_{I}(x)\leqslant 0} doit ici être entendue composante par composante. On note {\displaystyle E} l'ensemble des indices des contraintes d'égalité, qui s'écrivent donc aussi {\displaystyle c_{i}(x)=0} pour tout indice {\displaystyle i\in E}. De même pour l'ensemble {\displaystyle I} des contraintes d'inégalité.
Se pose alors la question de savoir calculer le cône tangent en un point {\displaystyle x} à partir des dérivées premières des fonctions {\displaystyle c_{E}} et {\displaystyle c_{I}} en {\displaystyle x}.
Il est naturel de s'intéresser à l'expression suivante obtenue en linéarisant les fonctions {\displaystyle c_{E}} et {\displaystyle c_{I}} en {\displaystyle x} :
{\displaystyle \operatorname {T} '_{X}(x):=\{d\in E\mid c'_{E}(x)\cdot d=0,\;c'_{I^{0}(x)}(x)\cdot d\leqslant 0\},}
où l'on a noté
{\displaystyle I^{0}(x):=\{i\in I\mid c_{i}(x)=0\}.}
On peut montrer que, sous des hypothèses raisonnables, on a toujours
On aimerait avoir égalité pour pouvoir calculer le cône tangent par une formule explicite, mais cette égalité n'est pas toujours vérifiée. On dit que les contraintes (on devrait dire les fonctions définissant les contraintes) {\displaystyle c_{E}} et {\displaystyle c_{I}} sont qualifiées en {\displaystyle x} si {\displaystyle \operatorname {T} _{X}(x)=\operatorname {T} '_{X}(x).} Comme {\displaystyle \operatorname {T} _{X}(x)} ne dépend que de l'ensemble {\displaystyle X}, pas des fonctions {\displaystyle c_{E}} et {\displaystyle c_{I}}, il s'agit d'une notion assurant que la représentation de {\displaystyle X} par {\displaystyle c_{E}} et {\displaystyle c_{I}} convient.